# ناو ارنست رنان
ناو ارنست رنان (به انگلیسی: French cruiser Ernest Renan) یک کشتی بود که طول آن ۱۵۹ متر (۵۲۱ فوت ۸ اینچ) بود. این کشتی در سال ۱۹۰۶ ساخته شد.